# ثوم هنت
ثوم هنت (بالإنجليزية: Thom Hunt)‏ هو منافس ألعاب قوى أمريكي، ولد في 17 مارس 1958 في كورونادو في الولايات المتحدة.

## وصلات خارجية
- ثوم هنت على موقع الاتحاد الدولي لألعاب القوى (الإنجليزية)